# 린디

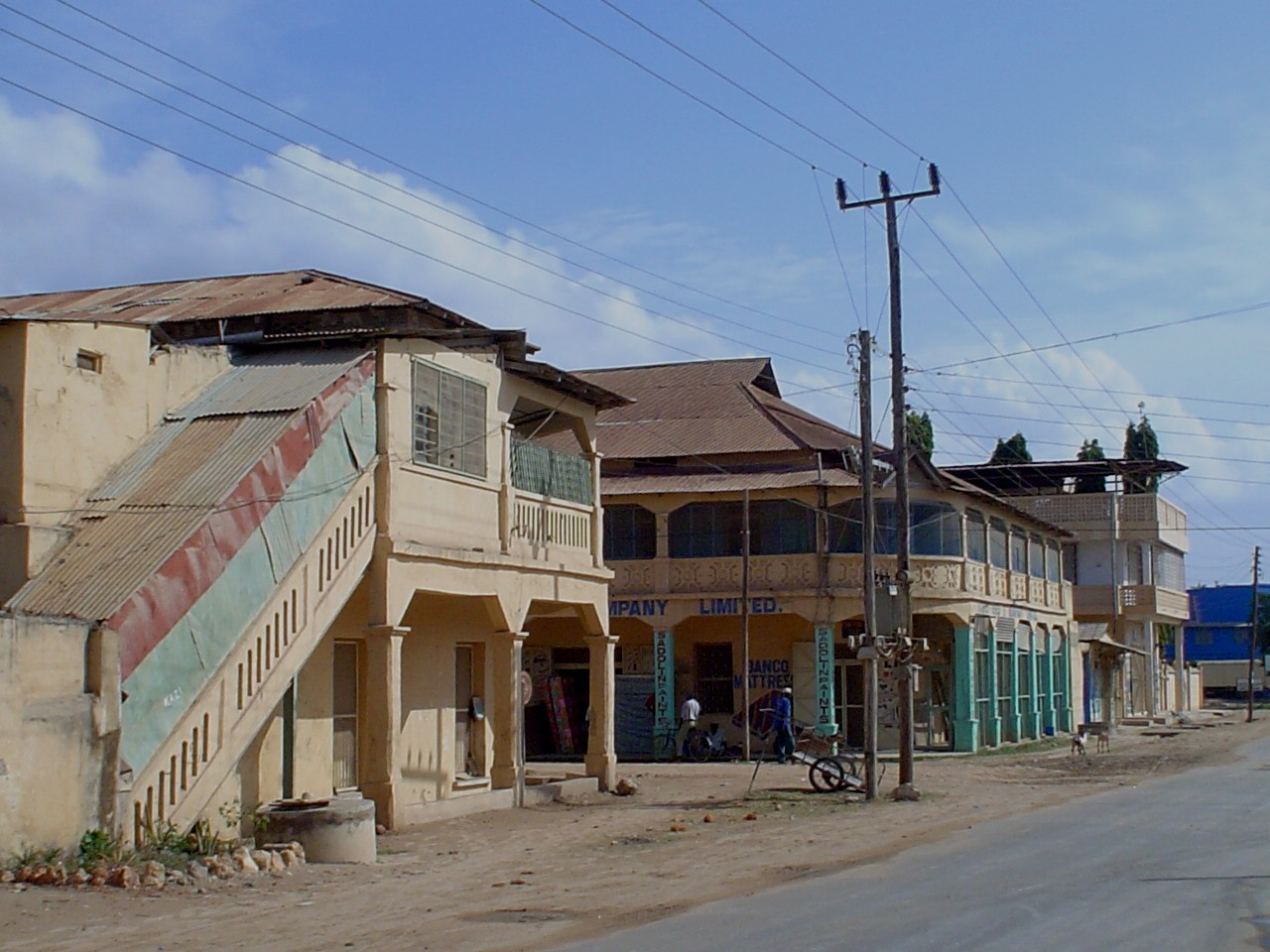
린디 시가지

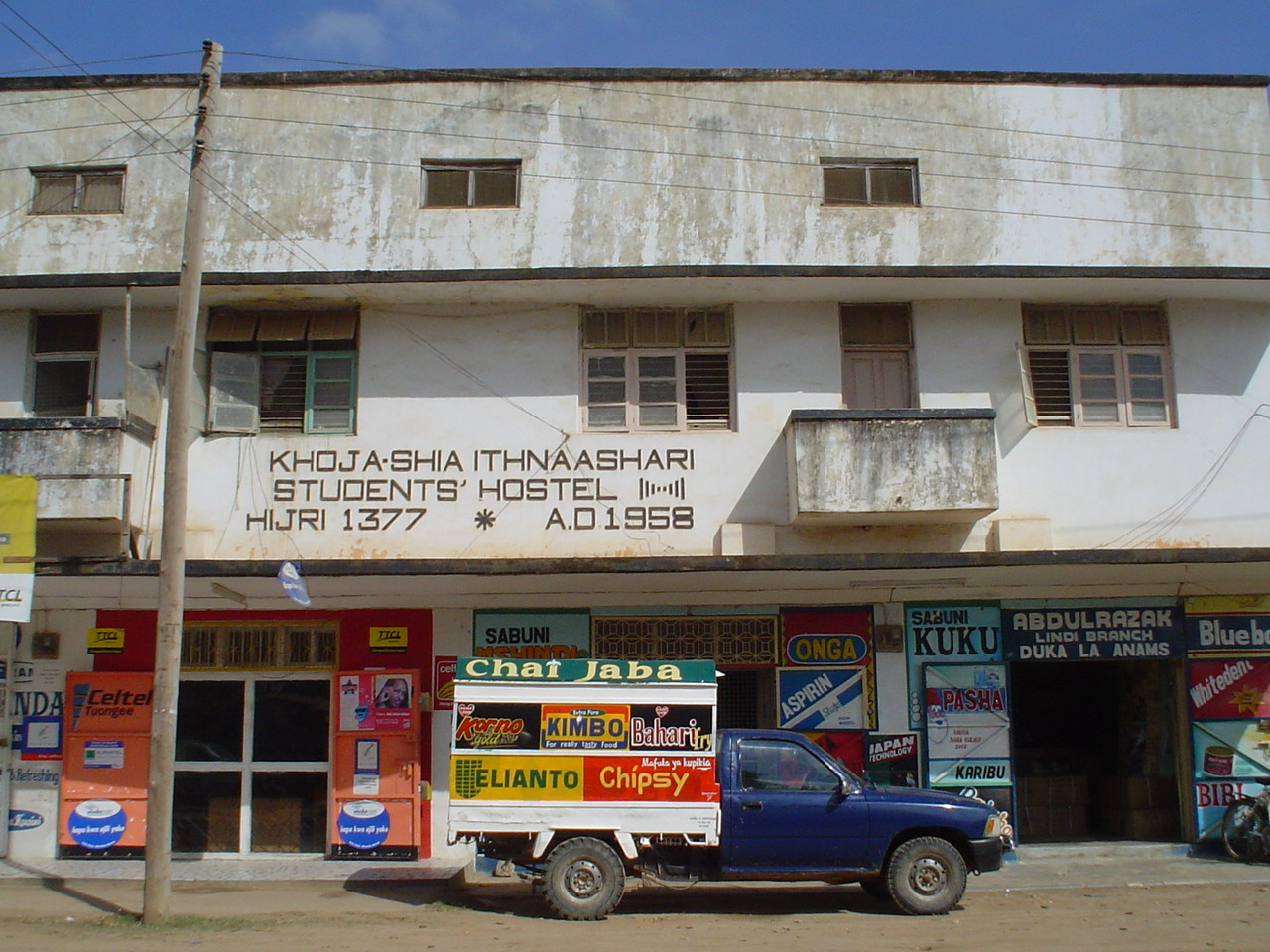
린디에 있는 상점

린디(스와힐리어: Lindi)는 탄자니아 남동부에 위치한 도시로, 린디 주의 주도이며 인구는 41,549명(2002년 기준)이다. 다르에스살람에서 남쪽으로 450km 정도, 므트와라에서 북쪽으로 105km 정도 떨어진 곳에 위치한다.